# Frithjof Look
Frithjof Look (* 26. April 1987 in Bergen auf Rügen) ist ein deutscher Stadtplaner und Baubeamter in Niedersachsen. Seit 2022 ist Look Stadtbaurat in Göttingen.

## Wirken
Frithjof Look wurde in Bergen auf Rügen geboren und zog später mit seiner Familie nach Ostwestfalen-Lippe. 2006 legte er sein Abitur am Gymnasium am Markt in Bünde ab und studierte anschließend 2006–2012 das Fach Stadtplanung an der HafenCity Universität Hamburg u. a. bei Angelus Eisinger. Abschlüsse waren 2010 ein Bachelor of Science und 2012 ein Master of Science. Gegen Ende seiner Studienzeit war Look Präsident des Studierendenparlaments.
Nach seinem Studium arbeitete Look zunächst in der Unteren Bauaufsichtsbehörde beim Landkreis Harburg und bei der Behörde für Stadtentwicklung und Wohnen in Hamburg. 2013–2015 war Look Städtebaureferendar beim Regierungspräsidium Darmstadt mit Dienststelle bei der Stadt Frankfurt am Main in Hessen und schloss 2015 die Ausbildung mit der Großen Staatsprüfung in der Fachrichtung Städtebau und der Berufsbezeichnung Bauassessor ab. Anschließend folgten erste berufliche Führungspositionen, so 2015–2018 als Leiter des Fachbereichs Stadtentwicklung und Bauen der Stadt Einbeck und 2018–2020 als Leiter der Abteilung für Stadtentwicklung der Stadt Wuppertal.
Ab 2020 stieg Look in Spitzenpositionen der kommunalen Bauverwaltung auf. 2020–2022 war er Stadtbaurat bzw. Vorstand der Technischen Verwaltung der Mittelstadt Melle.
Im Juli 2022 wurde Frithjof Look auf Vorschlag von Oberbürgermeisterin Petra Broistedt für acht Jahre zum Stadtbaurat der südniedersächsischen Großstadt Göttingen gewählt; er trat das Amt zum 1. September 2022 an und wurde Nachfolger der nach nur gut zwei Jahren Amtszeit im Mai 2022 abgewählten Baudezernentin Claudia Baumgartner. In Looks Verantwortung in Göttingen liegen seitdem die städtischen Fachbereiche Planung, Bauordnung und Vermessung, Gebäude, Tiefbau und Bauverwaltung sowie Stadtgrün und Umwelt, Baubetrieb, Stadtwald; auch leitet er den städtischen Eigenbetrieb Stadthalle.

## Preise
2012 erwarb Frithjof Look im ersten Schlaun-Wettbewerb in Münster/Westfalen den 1. Preis in der Städtebau-Kategorie.